# 飞鹤乳业
飞鹤乳业（英語：China Feihe Ltd., 港交所：06186）全称是中国飞鹤有限公司，是一家中国乳业公司，董事长是冷友斌。

## 历史
1962年成立于黑龙江齐齐哈尔，前身是黑龙江省红光乳品，1984年推出飞鹤品牌，2001年冷友斌成立黑龙江飞鹤乳业有限公司，后将总部搬迁至北京。2009年在纽约证券交易所挂牌上市，2013年私有化后除牌。2019年11月13日再次在香港交易所挂牌上市。截至2022年，飞鹤是中国大陆婴幼儿奶粉市场份额第一的品牌。